# Блатњице под Сватим Антоњинком
Блатњице под Сватим Антоњинком (чеш. Blatnice pod Svatým Antonínkem) је насељено мјесто са административним статусом сеоске општине (чеш. obec) у округу Ходоњин, у Јужноморавском крају, Чешка Република.

## Становништво
Према подацима о броју становника из 2014. године насеље је имало 2.081 становника.